# 제주특별자치도의 박물관 목록
제주특별자치도에 위치한 박물관과 미술관 목록이다.

## 국립박물관
| 박물관         | 주소                              | 웹사이트 |
| -------------- | --------------------------------- | -------- |
| 국립제주박물관 | 제주특별자치도 제주시 일주동로 17 |          |

## 공립박물관
| 박물관                          | 주소                                                       | 웹사이트 |
| ------------------------------- | ---------------------------------------------------------- | -------- |
| 감귤박물관                      | 제주특별자치도 서귀포시 효돈순환로 441                     |          |
| 기당미술관                      | 제주특별자치도 서귀포시 남성중로153번길 15                 |          |
| 이중섭미술관                    | 제주특별자치도 서귀포시 이중섭로 27-3                      |          |
| 제주교육박물관                  | 제주특별자치도 제주시 오복4길 25                           |          |
| 제주특별자치도 민속자연사박물관 | 제주특별자치도 제주시 삼성로 40                            |          |
| 제주돌박물관                    | 제주특별자치도 제주시 조천읍 남조로 2023 교래자연휴양림 내 |          |
| 제주현대미술관                  | 제주특별자치도 제주시 한경면 저지14길 35                   |          |
| 하멜상선전시관                  | 제주특별자치도 서귀포시 안덕면                             |          |
| 해녀박물관                      | 제주특별자치도 제주시 구좌읍 해녀박물관길 26               |          |

## 사립박물관
| 박물관                    | 주소                                                               | 웹사이트/비고                            |
| ------------------------- | ------------------------------------------------------------------ | ---------------------------------------- |
| 건강과 성 박물관          | 제주특별자치도 서귀포시 안덕면 일주서로 1611                       |                                          |
| 그리스신화박물관          | 제주특별자치도 제주시 한림읍 광산로 942                            | 보관됨 2014-03-22 - 웨이백 머신          |
| 김영갑갤러리 두모악미술관 | 제주특별자치도 서귀포시 성산읍 삼달로 137                          | 폐교를 고쳐 지은 소담한 사진 갤러리이다. |
| 다빈치뮤지엄              | 제주특별자치도 서귀포시 안덕면 산록남로 788 레오나르도다빈치박물관 | 보관됨 2014-03-22 - 웨이백 머신          |
| 닥종이인형박물관          | 제주특별자치도 서귀포시 월드컵로 33 제주월드컵경기장 내 스토리움   |                                          |
| 로케디오월드              | 제주특별자치도 제주시 애월읍 화전길 3                              |                                          |
| 믿거나말거나박물관        | 제주특별자치도 서귀포시 중문관광로110번길 32                       |                                          |
| 박물관은 살아있다         | 제주특별자치도 서귀포시 중문관광로 42                              |                                          |
| 방림원                    | 제주특별자치도 제주시 한경면 용금로 864 예술인마을                 |                                          |
| 본태박물관                | 제주특별자치도 서귀포시 안덕면 산록남로762번길 69                  |                                          |
| 봉황솟대박물관            | 제주특별자치도 제주시 한경면 명이2길 68                            |                                          |
| 삼국지랜드                | 제주특별자치도 제주시 조천읍 남조로 2064                           |                                          |
| 서귀포이승만자료관        | 제주특별자치도 서귀포시 칠십리로 228-13                            |                                          |
| 석부작 테마공원           | 제주특별자치도 서귀포시 일주동로 8941                              |                                          |
| 세계성문화박물관          | 제주특별자치도 서귀포시 월드컵로 31 월드컵경기장 본관 1층          |                                          |
| 세계자동차 제주박물관     | 제주특별자치도 서귀포시 안덕면 중산간서로 1610                     |                                          |
| 세계조가비박물관          | 제주특별자치도 서귀포시 태평로 284                                 |                                          |
| 소리섬 박물관             | 제주특별자치도 서귀포시 중문관광로110번길 15                       |                                          |
| 수목원테마파크            | 제주특별자치도 제주시 은수길 69                                    |                                          |
| 수컷돌거북이수석박물관    | 제주특별자치도 제주시 한경면 명이2길 68                            |                                          |
| 신영영화 박물관           | 제주특별자치도 서귀포시 남원읍 태위로 536                          |                                          |
| 아프리카 박물관           | 제주특별자치도 서귀포시 이어도로 49                                |                                          |
| 오설록 티 뮤지엄          | 제주특별자치도 서귀포시 안덕면 신화역사로 425                      |                                          |
| 올인하우스                | 제주특별자치도 서귀포시 성산읍 섭지코지로 261                      |                                          |
| 우도박물관                | 제주특별자치도 제주시 우도면 우도로 163                            |                                          |
| 정석항공관                | 제주특별자치도 서귀포시 표선면 녹산로 554                          |                                          |
| 제주공룡랜드              | 제주특별자치도 제주시 애월읍 광령평화2길 1                         |                                          |
| 제주금오당미술관          | 제주특별자치도 제주시 노연로 69                                    |                                          |
| 제주러브랜드              | 제주특별자치도 제주시 1100로 2894-72                               |                                          |
| 제주민속박물관            | 제주특별자치도 제주시 제주시 일주동로 293-1                        |                                          |
| 제주민속촌박물관          | 제주특별자치도 서귀포시 표선면 제주시 민속해안로 631-34            |                                          |
| 제주유리박물관            | 제주특별자치도 서귀포시 중산간서로 1403                            |                                          |
| 제주전쟁역사평화박물관    | 제주특별자치도 서귀포시 한경면 청수서5길 63                        |                                          |
| 제주조각공원미술관        | 제주특별자치도 서귀포시 안덕면 일주서로 1836                       |                                          |
| 제주티파크                | 제주특별자치도 제주시 신광로 10-1                                  |                                          |
| 제주화석박물관            | 제주특별자치도 서귀포시 표선면 하천로 11                           |                                          |
| 초콜릿 박물관             | 제주특별자치도 서귀포시 대정읍 일주서로3000번길 144 농공단지 내    | 보관됨 2021-02-10 - 웨이백 머신          |
| 조안베어뮤지엄            | 제주특별자치도 서귀포시 대포로 113                                 |                                          |
| 테디베어뮤지엄            | 제주특별자치도 서귀포시 중문관광로110번길 31                       |                                          |
| 테디베어포테지움          | 제주특별자치도 제주시 애월읍 평화로 2159                           |                                          |
| 트릭아트뮤지엄 코리아     | 제주특별자치도 서귀포시 표선면 번영로 2644                         |                                          |
| 포토갤러리자연사랑미술관  | 제주특별자치도 서귀포시 표선면 가시로613번길 46                    |                                          |
| 프시케월드                | 제주특별자치도 제주시 애월읍 평화로 2157                           |                                          |

## 대학교 박물관
| 박물관           | 주소                                 | 웹사이트 |
| ---------------- | ------------------------------------ | -------- |
| 제주대학교박물관 | 제주특별자치도 제주시 제주대학로 102 |          |